# Djien

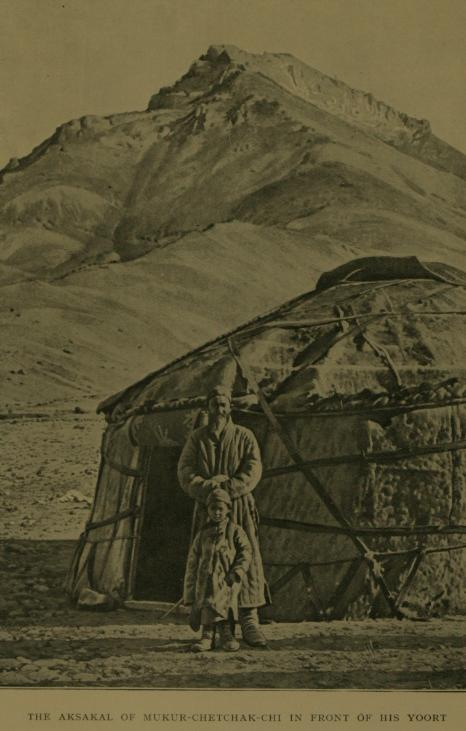
Un Aksakal devant sa Yourte

Djien (tatare : җыен, bachkir : йыйын, littéralement «rassemblement») est un rassemblement du peuple, un organe d'autogestion et une fête populaire tatare, bachkire et d'autres peuples turcs.
Des réunions publiques sous forme de fêtes, a émergé un système d'autogestion tribal  au sein de communautés turques, dont la fonction était de trancher les questions guerrières, clarifier les limites territoriales, décider des migrations, et régler les frictions et différends.
Seuls les hommes adultes pouvaient prendre part à Djien. Les anciens, ou aksakals, y jouaient un rôle particulier. Leur parole était déterminante. Les aksakals désignaient le jour de la fête, qui coïncidait avec le début de la période de migration, collectaient les fonds nécessaires pour la fête, et remplissaient la fonction de juges pour déterminer les gagnants. Par la suite, lors de la transition vers un mode de vie sédentaire, les principes de base de Djien ont perduré.
Le conseil des aksals, ou Qurultay, avait priorité sur Djien. La mise en place des bureaux communautaires au milieu du XVIe siècle mit fin aux fonctions d'autogestion de Djien.
Au XVIIIe siècle, Djienn s'est transformé en une fête tenue à certains moments de l'année. La place de la fête avait la forme d'un cercle, un repas commun issu d'un seul chaudron avait lieu en symbole de l'égalité entre les membres du peuple. Chez les Bachkirs, une répartition égale des portions était strictement observée, le koumis était bu à la même coupe, les portions de viandes étaient strictement égales, etc. Pendant la fête, les jeunes hommes s'affrontaient au cours de compétitions. Le gagnant se voyait accorder le respect de la communauté, et devait revêtir le costume kishke uen («кичке уен»).
De nos jours au Tatarstan, en Bachkirie, dans les oblasts de Tioumen et d'Orenbourg, on renoue avec la tradition de Djien. 